# Bahnstrecke Schipkau–Senftenberg
| Ehemaliges Bahnhofsgebäude in Schipkau (bis 1937 Zschipkau) |                                                                |                                                    |                                                    |
| Kursbuchstrecke: | 154h (1934) 178d (1944) 154h (? bis 1955) 177k (1955 bis 1966) |                                                    |                                                    |
| Streckenlänge: | 7,3 km                                                         |                                                    |                                                    |
| Spurweite: | 1435 mm (Normalspur)                                           |                                                    |                                                    |
| |                                                                |                                                    |                                                    |
| \| \| \| von Finsterwalde \| \| \| \| \| Schipkauer Braunkohlenwerke \| \| \| \| 0,0 \| Schipkau (bis 1937 Zschipkau) \| Schipkau (bis 1937 Zschipkau) \| \| \| \| Heeresfeldbahn Richtung BRABAG u. Viktoria \| \| \| \| 4,4 \| Senftenberg West (Hörlitz) \| Senftenberg West (Hörlitz) \| \| \| \| von Ruhland \| \| \| \| \| von Kamenz (Sachs) (1874 bis 1957) \| \| \| \| 7,3 \| Senftenberg \| Senftenberg \| \| \| \| nach Lübbenau (Spreewald) (bis 1988) \| \| \| \| \| Sornoer Buden und später Schwarze Pumpe (bis 1991) \| \| \| \| \| nach Lübbenau (Spreewald) (seit 1988) \| \| \| \| \| nach Cottbus \| \| |                                                                |                                                    |                                                    |
| Strecke (außer Betrieb) |                                                                | von Finsterwalde                                   | von Finsterwalde                                   |
| Abzweig geradeaus und von rechts (Strecke außer Betrieb) |                                                                | Schipkauer Braunkohlenwerke                        | Schipkauer Braunkohlenwerke                        |
| Bahnhof (Strecke außer Betrieb) | 0,0                                                            | Schipkau (bis 1937 Zschipkau)                      | Schipkau (bis 1937 Zschipkau)                      |
| Abzweig geradeaus, nach rechts und von rechts (Strecke außer Betrieb) |                                                                | Heeresfeldbahn Richtung BRABAG u. Viktoria         | Heeresfeldbahn Richtung BRABAG u. Viktoria         |
| Haltepunkt / Haltestelle (Strecke außer Betrieb) | 4,4                                                            | Senftenberg West (Hörlitz)                         | Senftenberg West (Hörlitz)                         |
| Abzweig ehemals geradeaus und von rechts |                                                                | von Ruhland                                        | von Ruhland                                        |
| Abzweig geradeaus und ehemals von rechts |                                                                | von Kamenz (Sachs) (1874 bis 1957)                 | von Kamenz (Sachs) (1874 bis 1957)                 |
| Bahnhof | 7,3                                                            | Senftenberg                                        | Senftenberg                                        |
| Abzweig geradeaus und ehemals nach links |                                                                | nach Lübbenau (Spreewald) (bis 1988)               | nach Lübbenau (Spreewald) (bis 1988)               |
| Abzweig geradeaus und ehemals nach rechts |                                                                | Sornoer Buden und später Schwarze Pumpe (bis 1991) | Sornoer Buden und später Schwarze Pumpe (bis 1991) |
| Abzweig geradeaus und nach links |                                                                | nach Lübbenau (Spreewald) (seit 1988)              | nach Lübbenau (Spreewald) (seit 1988)              |
| Strecke |                                                                | nach Cottbus                                       | nach Cottbus                                       |

Die Bahnstrecke Schipkau–Senftenberg war eine Nebenbahn in der Niederlausitz.

## Geschichte
Die Strecke wurde am 1. Oktober 1905 eröffnet. Sie gehörte den Preußischen Staatseisenbahnen, betrieben wurde sie jedoch durch die Zschipkau-Finsterwalder Eisenbahn-Gesellschaft (ZFE). Mit der Verbindung zwischen Zschipkau und Senftenberg und der bereits seit 1885 bestehenden Stammstrecke der ZFE von Finsterwalde nach Zschipkau war somit eine durchgehende Verbindung von Finsterwalde nach Senftenberg entstanden.
Am 1. Juli 1943 wurde die ZFE verstaatlicht und der Deutschen Reichsbahn-Gesellschaft unterstellt. Nach dem Zweiten Weltkrieg kam es zu einem starken Güterverkehrsaufkommen auf Grund der wachsenden Bergbauindustrie. 
Der Personenverkehr der Nachkriegsjahre führte die Deutsche Reichsbahn durch. Dieser wurde am 22. Mai 1966 eingestellt. Die Strecke wurde noch bis Anfang der 1990er-Jahre von den Gruben- und Werksbahnen des BKK Senftenberg und der späteren LAUBAG genutzt. In den 1990er Jahren wurde die Strecke abgebaut. Heute findet man auf dem alten Gleisdamm einen Radwanderweg, der Bestandteil der sogenannten Lausitzer Bergbautour ist.

### Besonderheiten
Der letzte von drei Todestransporten aus dem Konzentrationslager Bergen-Belsen, der Verlorene Zug, hielt auf seiner Irrfahrt durch die Frontlinien  am 19. und 20. April 1945 im Bahnhof Schipkau. Während des Aufenthaltes starben 51 Menschen infolge der Unterernährung und von Krankheiten. Die SS verscharrte die Leichen in drei Massengräbern unweit des Bahnhofs.

### Unfälle
Am Morgen des 10. September 1964 gegen 5.15 Uhr ereignete sich an der Strecke ein schwerer Unfall. Am Bahnübergang nahe dem Abzweig zur Brikettfabrik Fortschritt (vor 1945 Viktoria), fuhr der voll besetzte Schichtbus der Linie Sallgast–Klettwitz–Schipkau–Ruhland–Bf.Fortschritt–Brieske gegen eine geschlossene Schranke und kollidierte mit einem Güterzug aus Richtung Senftenberg. Der Bus wurde dabei etwa 60 Meter mitgeschleift. Vier Insassen kamen dabei ums Leben und 19 weitere wurden bei diesem Unfall schwer verletzt. 